# Misaki Morota
Misaki Morota (japanisch 諸田 実咲 Morota Misaki, * 6. Oktober 1998 in der Präfektur Gunma) ist eine japanische Leichtathletin, die sich auf den Stabhochsprung spezialisiert hat und aktuell Inhaberin des Landesrekordes ist.

## Sportliche Laufbahn
Erste internationale Erfahrungen sammelte Misaki Morota im Jahr 2014, als sie bei den Olympischen Jugendspielen in Nanjing mit übersprungenen 3,50 m Dritte im B-Finale wurde. 2016 gewann sie bei den Juniorenasienmeisterschaften in Ho-Chi-Minh-Stadt mit 3,80 m die Silbermedaille und 2023 belegte sie bei den Asienmeisterschaften in Bangkok mit 4,00 m den vierten Platz und gewann bei den Asienspielen in Hangzhou mit 4,48 m die Silbermedaille hinter der Chinesin Li Ling. 2025 gewann sie bei den Asienmeisterschaften in Gumi mit 4,13 m die Bronzemedaille hinter den Chinesinnen Niu Chunge und Xu Huiqin.
In den Jahren 2021, 2023 und 2024 wurde Morota japanische Meisterin im Stabhochsprung im Freien sowie von 2021 bis 2024 in der Halle.